# La Vérité (tidning)
La Vérité (franska: "Sanningen") var en fransk trotskistisk tidning, grundad av Lev Trotskij år 1929. Tidningens namn anspelar på den ryska tidningen Pravda. La Vérité innehöll analyser av läget i Sovjetunion och världen, ur ett trotskistiskt perspektiv. I redaktionen fanns bland andra Pierre Frank och bröderna Raymond och Henri Molinier.
Utgivningen av tidningen upphörde i och med mordet på Trotskij år 1940.

### Översättning
Den här artikeln är helt eller delvis baserad på material från polskspråkiga Wikipedia, Prawda (tygodnik trockistowski), 2 maj 2021.